# Hoher Riffler (Zillertaler Alpen)
Hoher Riffler är en bergstopp i Österrike.   Den ligger i distriktet Schwaz och förbundslandet Tyrolen, i den västra delen av landet, 400 km väster om huvudstaden Wien. Toppen på Hoher Riffler är 3 231 meter över havet, eller 334 meter över den omgivande terrängen. Bredden vid basen är 2,0 km.
Terrängen runt Hoher Riffler är huvudsakligen bergig. Närmaste större samhälle är Mayrhofen, 15,6 km nordost om Hoher Riffler. 
Trakten runt Hoher Riffler består i huvudsak av gräsmarker. Runt Hoher Riffler är det ganska glesbefolkat, med 42 invånare per kvadratkilometer.